# أجوستا إيفا إرليندسدوتير
أجوستا إيفا إرليندسدوتير (بالآيسلندية: Ágústa Eva Erlendsdóttir)‏ هي موسيقية ومغنية وممثلة أيسلندية، ولدت في 28 يوليو 1982 بريكيافيك في آيسلندا.

## وصلات خارجية
- أجوستا إيفا إرليندسدوتير على موقع IMDb (الإنجليزية)
- أجوستا إيفا إرليندسدوتير على موقع ألو سيني (الفرنسية)
- أجوستا إيفا إرليندسدوتير على موقع ميوزك برينز (الإنجليزية)
- أجوستا إيفا إرليندسدوتير على موقع أول موفي (الإنجليزية)
- أجوستا إيفا إرليندسدوتير على موقع قاعدة بيانات الأفلام السويدية (السويدية)
- أجوستا إيفا إرليندسدوتير على موقع قاعدة بيانات الفيلم (الإنجليزية)
- أجوستا إيفا إرليندسدوتير على موقع كينوبويسك (الروسية)